# Divisa (Corona de Castilla)
La devisa o también divisa era un tipo de señorío que tenían en Castilla los hijosdalgo sobre las tierras heredadas de sus padres y ascendientes, y que habían dividido entre sí (de ahí el nombre) como hermanos, conservándose en ellas.[cita requerida]

## Historia
También se llamaba devisa a la misma tierra. Los moradores de estas tierras eran vasallos solariegos de los deviseros. Las devisas desaparecieron al abolir los antiguos señoríos, sin embargo, en tierras de la actual comunidad autónoma de La Rioja, aún se conservan tres Divisas nobiliarias:[cita requerida]
- Divisa, Solar y Casa Real de la Piscina
- Señorío del Solar de Tejada
- Señorío del Solar de Valdeosera

También se conserva en la provincia de Guadalajara y término de Atienza otra Divisa nobiliaria otorgada por el rey Sancho IV a Don Garci Pérez Rendón de Burgos y vigente en la actualidad: 
- Señorío de los Solares de Atienza, Mandayona y Villaseca

Y, por otra parte, hay constancia de que en el reinado de Pedro I de Castilla fue divisero mayor de Castilla Diego Pérez Sarmiento, que pertenecía a la casa de Sarmiento y llegó a ser adelantado mayor de Castilla y canciller mayor de la Orden de la Banda.